# Them's Fightin' Herds
Them's Fightin' Herds é um jogo de luta independente desenvolvido pelos fãs de Mane6 e publicado pela Humble Bundle, focado com todas ungulados fêmeas de desenhos animados lutando entre si para encontrar um campeão digno de ganhar uma chave mágica, que proteja seu mundo dos predadores. Uma versão de acesso inicial foi lançada em 22 de fevereiro de 2018 para o Microsoft Windows, com a versão completa e versões MacOS e Linux eram planejadas para 2018. Em meados de janeiro de 2019, foi anunciado pelo gerente de produção do jogo, Aaron Stavely, que a versão completa deve ser lançada em 2019. No dia 30 de abril de 2020 o jogo oficialmente deixou a versão de acesso antecipado e teve sua versão 1.0 lançada.
O título é o sucessor espiritual de um jogo inicialmente desenvolvido, sob título de Fighting Is Magic, como um projeto não oficial de fãs protagonizado pelas principais personagens pôneis da série de televisão My Little Pony: A Amizade É Mágica. Depois de receber uma carta de cessar e desistir pela Hasbro para infringir seus direitos da propriedade intelectual, a equipe de desenvolvimento descartou a premissa original, o mecanismo do jogo e os recursos de arte, começou com desenvolvimento do Them's Fightin 'Herds como uma obra original em novas personagens. Lauren Faust, que desenvolveu os personagens da série, entrou para criar novas personagens para o jogo. A equipe de desenvolvimento, Mane6, consistiu de nove voluntários, que eram fãs de My Little Pony: A Amizade É Mágica.
O jogo atraiu a atenção do Evolution Championship Series, devido à sua jogada atípica para o gênero de luta, que possui personagens não humanóides de quatro patas jogáveis. O jogo concluiu com sucesso a obtenção de financiamento através da campanha de financiamento de pessoas, Indiegogo.
Um esforço separado criado por fãs não associados à equipe Mane6 que lançou esses jogos originais inspirados pelo Mane6 My Little Pony e pelo Fighting Is Magic: Tribute Edition, que foram lançados no início de 2014. Esses jogos foram feitos de vários betas ativos do original, que a Mane6 desenvolveu nos primeiros dois anos, e mais tarde foram vazados por outras partes.

## Jogabilidade e enredo
The Fightin 'Herds's é um jogo de luta baseado em criaturas de quatro patas racionais do mundo de Fœnum, que está sendo ameaçado pelo retorno de animais carnívoros conhecidos como Predadores. Os Predadores foram trancados em um reino separado, mas eles encontraram uma maneira de escapar dele. Para pôr fim à ameaça, os campeões selecionados pelas várias raças de Fœnum, são escolhidos como "principais buscas" pelas suas tribos para encontrar a chave que irá bloquear os Predadores novamente. As principais buscas devem enfrentar um ao outro em uma competição amigável para determinar qual será a principal busca que enfrentará o campeão dos Predadores.
O jogo usa um sistema de combate de quatro botões: um botão para ataques leves, médios, pesados e mágicos, e inclui manobras de jogo de luta de grampos, como lançadores, bloqueios de pressão e cruzamentos em cima. Existem seis personagens jogáveis—Arizona, a vaca (voz pela Tara Strong); Velvet, a rena (Tia Ballard); Paprika, a alpaca (Marieve Herington); Oleander, a unicórnio (Alexa Kahn) que pode convocar um ser demoníaco conhecido como "Fred" (Keith Ferguson); Pom, a ovelha (Allie Moreno), e Tianhuo, a longma (Kay Bess)—cada um com diferentes conjuntos de movimentos de luta e opções únicos de movimento como vôo, saltos curtos, saltos duplos ou traços aéreos, e um personagem do sétimo chefe. Jessica Gee narra como locutora do jogo. Um sétimo personagem jogável, uma cabra ainda a ser anunciada, também estará disponível após o lançamento do jogo, devido à campanha de financiamento da multidão atingindo seus objetivos de alongamento. O jogo suporta tanto o modo multijogador local quanto online, através de um sistema de lobby da arte de pixel quase isométrico. Os jogadores que também possuem o BlazBlue: Central Fiction, Guilty Gear Xrd Rev 2 ou Skullgirls pelo Steam, desbloquearão avatares especiais do sistema lobby, inspirados em personagens desses jogos.

## Desenvolvimento
Sem a opção legal de continuar a usar os personagens de My Little Pony, a equipe Mane6 optou por manter a maior parte de seu trabalho até o momento e retrabalhou o jogo com novos recursos artísticos, mantendo o tema de criaturas de quatro patas. A própria Faust apoiou o esforço dos fãs, entendendo a "ironia" de um jogo de luta baseado em uma série sobre amizade, mas apreciou que "a versão original do jogo era, que eles faziam os pôneis lutarem em caráter" sem recorrer a elementos de combate típico como armas e louvando as animações, que a equipe já construiu. Ao ouvir o cessar e desistir, Fausto entrou em contato com a equipe, oferecendo para fornecer alguns de suas horas de criar novos personagens para o seu jogo, e seu envolvimento oficial com o projeto foi anunciado no final de fevereiro. A equipe aceitou sua oferta; o desenvolvedor Jay Wright observou que "você não pode quebra os direitos autorais para estilo distintivo de Lauren", e que, embora o jogo ainda seja único, provavelmente ainda carrega o espírito de My Little Pony. De acordo com Faust, ela estava feliz em fornecer "minha pequena parte para ajudar Mane6 a finalizar este jogo de uma forma que permaneça fiel ao espírito do original, mas de forma que possa ser compartilhada". Faust também ajudou a desenvolver a história e a configuração para o jogo. Ela observou, que o conceito de história comum para jogos de luta, onde os personagens estariam lutando para ser campeão de um torneio, foi usado em excesso e, em vez disso, projetou um em torno do qual os personagens individuais já foram determinados a ser campeões de suas tribos individuais e agora estão lutando entre eles pela chave, cada uma acreditando, que é seu destino obter e usar a chave contra os Predadores.
Os personagens do jogo permanecerão com quatro pernas, como na versão My Little Pony, que o desenvolvedor do Mane6, Francisco Copado, acredita ser o primeiro de um jogo de luta. Uma imagem teaser do Silhouette lançado pela equipe Mane6 mostrou um trio de personagens não-pônei de quatro patas como designs preliminares para o novo jogo, enquanto a partir de abril de 2013, três personagens adicionais ainda estão em desenvolvimento.
Mane6 também ganhou contribuições do Lab Zero Games, desenvolvedores de Skullgirls. Lab Zero tinha desenvolvido um motor de jogo de luta, nomeado Z-Engine, a partir de zero para o seu próprio título. O Lab Zero usou um esforço de contribuição colaborativa para obter fundos de desenvolvimento, e tendo rapidamente liberado sua meta inicial de US$ 150.000 e com novas metas adicionais de novos personagens e conteúdo para seu jogo, incluiu uma meta de US$ 725.000 que permitiria a Mane6 usar e distribuir o Z-Engine gratuitamente como parte de seu novo jogo, e desafiou a comunidade de fãs a ajudar com isso via donação online. O objetivo foi atingido no último dia da campanha de financiamento, que foi em 27 de março de 2013. O motor Z permitiu que a equipe do Mane 6 se expandisse além das limitações do Fighter Maker, achando que eles mantinham algumas das convenções aprendidas do trabalho com o Fighter Maker, como o uso de 3/4 vistas para reduzir os comprimentos horizontais dos quatro personagens amigos.
Em agosto de 2015, Mane6 revelou o título renovado Them's Fightin' Herds, e anunciaram que estariam iniciando uma campanha do Indiegogo a partir de 21 de setembro de 2015, buscando US$ 436.000 para seu jogo completo. O financiamento foi bem sucedido com finalidade do financiamento de US$ 586.346, atingir as metas de extensão do jogo para oferecer os computadores OS X e Linux, ao lado da Microsoft Windows, e a introdução de um sétimo personagem jogável, uma cabra com fases e histórias baseadas naquele tipo de personagem. Os desenvolvedores afirmaram que gostariam de levar o jogo para consoles domésticos também.
No início de fevereiro de 2018, Mane6 confirmou o lançamento do jogo em 22 de fevereiro de 2018. Eles obtiveram apoio do Humble Bundle para publicação; por sua vez, o Humble Bundle havia procurado editores de outros desenvolvedores de jogos de luta para trazer recursos temáticos Them's Fightin' Herds, incluindo Guilty Gear Xrd, BlazBlue: Central Fiction e Skullgirls.